# Salim Aoun
Pour les articles homonymes, voir Aoun.
Salim Aoun (سليم عون )(né en 1961) est une personnalité politique libanaise. Il est l'un des membres fondateurs du Courant patriotique libre du général Michel Aoun. De juin 2005, à juin 2009, il a été élu député maronite de Zahlé, sur la liste d'alliance avec Elias Skaff.
Au sein du parlement libanais, il a été membre du Bloc du changement et de la réforme, situé dans l'opposition.
Auparavant, il a occupé le poste de vice-président de l'Ordre des Ingénieurs libanais.
Il est battu par Elie Marouni aux élections législatives de 2009.